# Temporada do Club de Regatas Vasco da Gama de 2023
A temporada do Club de Regatas Vasco da Gama de 2023 foi a 108ª temporada da história do clube. A equipe disputou três competições oficiais — o Campeonato Carioca, a Copa do Brasil e o Campeonato Brasileiro Série A —, não sagrando-se vitoriosa em nenhuma delas.
Esta temporada foi a primeira do clube na Série A do Campeonato Brasileiro já sob a gestão da 777 Partners no futebol, empresa norte-americana que, em 2022, adquiriu participação de 70% no clube. Com isso, ao longo do ano, foram realizadas 25 contratações de jogadores, em valores acumulados de cerca de R$ 116 milhões. No início do segundo semestre do ano, o então treinador Maurício Barbieri foi demitido após seis meses no comando da equipe, sendo substituído, 23 dias depois, pelo argentino Ramón Díaz.
A temporada também foi marcada pela interdição ocorrida no Estádio de São de Januário, no qual o Vasco da Gama manda seus jogos, pelo tempo de 82 dias consecutivos. A proibição de jogos no estádio se deu, inicialmente, por conta de uma decisão liminar, a pedido do Ministério Público do Rio de Janeiro, após atos de vandalismo e confronto com a polícia por conta da derrota da equipe na 11ª rodada do Campeonato Brasileiro. Após 15 dias, por decisão do TJRJ, a equipe voltou a mandar seus jogos em seu estádio, porém ainda com portões fechados. Após 82 dias, foi assinado um Termo de Ajustamento de Conduta entre o clube e o Ministério Público, permitindo que o estádio pudesse voltar a receber jogos com público, fato que ocorreu 91 dias após o jogo que deu origem às decisões judiciais.
Apesar dos reforços e dos aportes financeiros recebidos, o Vasco da Gama vivenciou uma temporada com mais derrotas que vitórias (21 a 20, respectivamente). Apesar de ter logrado uma segunda colocação na Taça Guanabara do Campeonato Carioca, vencendo quatro partidas consecutivas na competição, a equipe foi eliminada nas semifinais, após derrotas nos confrontos de ida e volta. Na Copa do Brasil, apesar de iniciar a competição com uma goleada, acabou sendo eliminado na segunda rodada, após uma derrota em disputa de pênaltis. No Campeonato Brasileiro, o clube amargou uma sequência de 10 rodadas sem vencer (7 derrotas e 3 empates), chegando a figurar na última colocação nas 15ª a 16ª rodadas; após a troca de técnico e as contratações da janela de transferência do segundo semestre, a equipe melhorou seus resultados, chegando a emplacar uma sequência de 6 partidas seguidas de invencibilidade (3 vitórias e 3 empates), obtendo a 7ª melhor campanha do segundo turno do campeonato e evitando o rebaixamento em vitória na última rodada, terminando a competição na 15ª colocação.

## Visão geral

### Retrospecto e pré-temporada
O Vasco da Gama encerrou a temporada de 2022 na 4ª colocação do Campeonato Brasileiro Série B, o que lhe garantiu a promoção ao Campeonato Brasileiro Série A de 2023. O clube disputou duas temporadas seguidas na 2ª divisão (edições de 2021 e 2022), fato inédito em sua história. A classificação para disputar a Série A de 2023 foi garantida em jogo contra o Ituano, no Estádio Novelli Junior, em Itu, válido pela última rodada da Série B de 2022, apelidado pela imprensa de "Batalha de Itu", no qual o Vasco, apesar de ter tido menos posse de bola, menos finalizações e menor índice de acerto de passes, venceu a partida pelo placar de 1 a 0, com gol de Nenê aos 5 minutos do primeiro tempo.
Dois dias após a partida que garantiu a classificação, no dia 8 de novembro de 2022, o CEO da SAF, Luiz Mello, concedeu uma entrevista coletiva para, dentre outros assuntos, anunciar que haveria "mudança brusca" no elenco e maior protagonismo do clube no cenário competitivo. Além disso, ressaltou que haveria ampliação do Estádio de São Januário preferencialmente com dinheiro privado, parte dele oriundo da negociação dos recursos do potencial construtivo do estádio, e que o clube também possui interesse em competir pela concessão do Maracanã, com proposta em conjunto com a construtora WTorre e a empresa Legends. Houve também o anúncio de que a SAF está no trâmite para a transição, para sua propriedade, dos dois centros de treinamento que o clube utiliza, dado que tratam-se de concessões públicas.
Três dias após a "Batalha de Itu", no dia 9 de novembro de 2022, o clube decidiu não renovar o contrato do técnico Jorginho, resultando em sua saída após 63 dias no comando da equipe. Em 6 de dezembro de 2022, o diretor esportivo da SAF, Paulo Bracks, anunciou a contratação de Maurício Barbieri como novo treinador da equipe principal, que estava livre no mercado desde sua demissão pelo Red Bull Bragantino no mês anterior, e Abel Braga no cargo de diretor técnico.
O início de 2023 foi marcado pela morte do jogador que é amplamente considerado o maior ídolo da história do clube, Roberto Dinamite, no dia 8 de janeiro, aos 68 anos. Dentre as personalidades que homenagearam o ex-jogador, estão: os jogadores Germán Cano e Paulinho, os ex-jogadores Acácio, Branco, Brito, Cafu, Cláudio Adão, Diego Ribas, Djalminha, Edmundo, Felipe Maestro, Fernando Prass, Fred, Joel Santana, Jorginho, Juninho Pernambucano, Júnior, Marco Antônio, Mauro Galvão, Mazinho, Pedrinho, Reinaldo, Ricardo Rocha, Roger Flores, Romário, Ronaldinho Gaúcho, Vanderlei Luxemburgo, Zico e Zinho, os clubes Vasco, Barcelona, Porto, Botafogo, Flamengo, Fluminense, America-RJ, Bangu, Corinthians, Santos, São Paulo, Palmeiras, Portuguesa, Atlético Mineiro, Cruzeiro, América-MG, Bahia, Vitória, Grêmio, Internacional, as entidades FERJ, CBF, CONMEBOL e FIFA. Seu velório ocorreu no Estádio de São Januário, com grande presença de personalidades do mundo do futebol e um público estimado em 50 mil pessoas, e o corpo foi sepultado em sua cidade natal Duque de Caxias. Nos meses que sucederam a morte de Roberto Dinamite, diversas outras homenagens foram realizadas, tais como: o trecho da Avenida General Américo de Moura localizado entre a Rua Ricardo Machado e a Rua Dom Carlos, em frente ao Estádio de São Januário, passou a se chamar "Avenida Roberto Dinamite", a torcida vascaína passou a entoar cânticos em homenagem a Dinamite no minuto 10 do primeiro tempo de várias partidas da temporada, iniciando na estreia do clube no Campeonato Carioca, e a CBF criou o Troféu Roberto Dinamite, a ser concedido ao artilheiro de cada edição do Campeonato Brasileiro.
A temporada de 2023 do Vasco da Gama foi marcante pelo fato de que a primeira janela de transferências para o ano foi a primeira na qual a SAF realizou as contratações com os recursos de seus investimentos. Nesta janela, foram gastos aproximadamente R$ 103,6 milhões na contratação de 8 jogadores, além de mais 8 que chegaram por empréstimo ou sem custo. Ainda em dezembro de 2022, foram anunciados Pedro Raul (dia 16), De Lucca (dia 17), Léo Pelé (dia 21) e Lucas Piton (dia 28); em janeiro, foram anunciados Robson Bambu (dia 3), Puma Rodríguez (dia 4), Ivan (dia 12), Luca Orellano e Jair (ambos dia 13) e Léo Jardim (dia 26); em fevereiro, foram anunciados Manuel Capasso (dia 19) e Paulo Henrique (dia 25); em março, foram anunciados Andrey Santos (dia 2) e Rwan Cruz (dia 31); em abril, foram anunciados Mateus Carvalho (dia 14) e Gabriel Carabajal (dia 20).
A equipe cruzmaltina também renovou contratos com jogadores para a disputa da temporada, sendo eles: Nenê (até abril de 2023), Anderson Conceição e Edimar (ambos até o fim de 2023), Figueiredo (até o fim de 2026) e Erick Marcus (até o fim de 2027). Dentre os jogadores que se despediram do clube para não disputar a temporada de 2023 pelo cruzmaltino, estão:
Juan Quintero,
Martín Sarrafiore,
Bruno Tubarão,
Danilo Boza,
Fábio Gomes,
Luiz Henrique e
Raniel (todos por fim de empréstimo),
Juninho (empréstimo),
Matheus Ribeiro (empréstimo e posterior fim de vínculo),
Yuri Lara e
Thiago Rodrigues (ambos por fim de vínculo) e
Léo Matos (aposentadoria).
Em janeiro, o Vasco da Gama disputou o torneio amistoso de pré-temporada Pixbet Florida Tour 2023 nos Estados Unidos; é a primeira participação da equipe em um torneio de pré-temporada fora do país desde a Florida Cup de 2017. No dia 14, a equipe principal — incluindo as contratações mais recentes — e o treinador Barbieri desembarcaram em Fort Lauderdale. Enquanto isso, uma equipe majoritariamente formada por atletas das categorias de base do clube disputou as duas primeiras rodadas do Campeonato Carioca daquele ano, treinadas pelo auxiliar técnico Emilio Faro. Na Flórida, o Vasco perdeu o primeiro jogo, contra o River Plate pelo placar de 3 a 0, e venceu o segundo jogo, contra o Inter Miami por 3 a 0; no Campeonato Carioca, a equipe empatou seus dois jogos, contra o Madureira (em casa) e o Audax Rio (fora de casa).

### Campeonato Carioca
O Vasco da Gama disputou as rodadas 3ª a 11ª da Taça Guanabara — a primeira etapa do Campeonato Carioca — com a equipe principal, que havia retornado do torneio amistoso nos Estados Unidos. A equipe cruzmaltina obteve mais 7 vitórias e 2 derrotas, incluindo uma sequência de 4 vitórias seguidas nas últimas 4 rodadas, terminando na 2ª colocação, com 69,7% de aproveitamento, atrás apenas do campeão Fluminense. Nos 3 clássicos disputados, o Vasco saiu vitorioso contra o Flamengo e o Botafogo, porém foi derrotado pelo Fluminense. Nesta etapa, a equipe marcou 20 gols e levou 6, tendo, até então, o segundo melhor ataque (empatado com o Fluminense) e a terceira melhor defesa (empatada com o Botafogo).
Nas semifinais do Campeonato Carioca, o Vasco enfrentou o Flamengo em partidas de ida e volta, tendo sido derrotado em ambas, sendo assim eliminado do torneio. Ao final do campeonato, Gabriel Pec e Pedro Raul foram os artilheiros da equipe no torneio (com 6 gols cada), Alex Teixeira foi o maior assistente da equipe (com 3 assistências), e Puma Rodríguez foi o único atleta do Vasco eleito pela FERJ para a seleção do campeonato, ocupando a lateral direita.

### Copa do Brasil
Por ter terminado o Campeonato Carioca de 2022 na 3ª colocação, o Vasco da Gama se classificou para a Copa do Brasil de 2023, entrando na 1ª fase da competição. Sua primeira partida no torneio ocorreu entre a 8ª e 9ª rodada da Taça Guanabara, contra o clube amapaense Trem, no dia 23 de fevereiro, no Estádio Mané Garrincha, em Brasília. O clube carioca venceu por 4 a 0, sendo a segunda maior goleada aplicada na temporada, empatada com o confronto contra o Coritiba (5 a 1), que viria a acontecer pela 23ª rodada do Campeonato Brasileiro, e atrás apenas do confronto contra o Resende (5 a 0), válido pela 5ª rodada do Campeonato Carioca.
O clube disputou sua partida de 2ª fase da Copa do Brasil entre os jogos de ida e volta das semifinais do Campeonato Carioca, contra o clube potiguar ABC, no dia 16 de março, em São Januário. A partida teve amplo domínio do Vasco, que contou com maior posse de bola (62% contra 38%), mais finalizações (12 contra 7), e maior percentual de acerto de passes (83% contra 70%); no entanto, este domínio não se converteu em gols, tendo a partida terminado no placar de 0 a 0. Na disputa por pênaltis, ambas as equipes converteram suas cobranças até a terceira da equipe potiguar, de Walfrido, que chutou para fora. Na quinta cobrança do Vasco, caso ela fosse convertida, a equipe venceria a disputa e se classificaria para a 3ª fase da competição; no entanto, o atacante cruzmaltino Pedro Raul desperdiçou a cobrança, chutando por cima do gol, sendo a terceira cobrança de pênalti do jogador pelo clube e o terceiro desperdício. Com a disputa igualada novamente, as cobranças continuaram até a sétima oportunidade do Vasco, desperdiçada por Orellano, que chutou por cima do gol, permitindo que o ABC, ao converter a sua sétima cobrança logo em seguida, se classificasse e, portanto, eliminasse o Vasco da competição. Foi a segunda edição consecutiva da competição na qual o clube foi eliminado na segunda fase e em uma disputa por pênaltis.

### Campeonato Brasileiro

#### Primeiro turno
Com a eliminação no Campeonato Carioca e na Copa do Brasil, o Campeonato Brasileiro passava a ser o único torneio do Vasco a ser disputado na temporada. A equipe ficou 26 dias sem jogar partidas oficiais até sua estreia no Campeonato Brasileiro de 2023, que veio a ocorrer no dia 14 de abril, contra o Atlético Mineiro, no Estádio Mineirão, em Belo Horizonte. Apesar de inferior ao seu adversário em grande parte do jogo, a equipe carioca venceu pelo placar de 2 a 1, com seus dois gols anotados nos primeiros dez minutos de jogo.
Apesar da vitória na primeira rodada da competição, o Vasco vivenciou 10 jogos seguidos sem vitória (3 empates e 7 derrotas), incluindo sua maior sequência de derrotas da temporada (6 jogos, entre a 6ª e a 11ª rodada). Contabilizando o período compreendido entre a 2ª e a 16ª rodada do campeonato, houve 1 vitória, 3 empates e 11 derrotas, conquistando 6 de 45 pontos disputados, com um aproveitamento de 13%. Em função destes resultados, a equipe amargou a 20ª e última colocação do Campeonato Brasileiro de 2023 por duas rodadas seguidas (15ª e 16ª), posição que não ocupava desde a 7ª rodada do Campeonato de 2019.
Na 11ª rodada do campeonato, o Vasco enfrentou o Goiás em São Januário, no dia 22 de junho. Nesta partida, protestos se iniciaram por parte da torcida aos 14 minutos do primeiro tempo, com a substituição do meio-campista Marlon Gomes para a entrada de Pedro Raul; o atacante vinha sendo fortemente criticado por muitos torcedores por conta de suas atuações nas últimas partidas do campeonato, vindo de uma sequência de 6 jogos sem marcar gols. Aos 28 minutos do primeiro tempo, após gol da equipe goiana, parte da torcida vascaína presente no estádio começou a arremessar copos em direção ao banco de reservas da equipe carioca. Após o fim da partida, que sacramentou a sexta derrota seguida do cruzmaltino, diversos objetivos foram arremessados ao campo, em direção aos jogadores, tais como copos plásticos, latas de refrigerante, sinalizadores e rojões. Após parte dos torcedores conseguirem quebrar uma grade de acesso ao campo, a polícia militar interviu com bombas de efeito moral, realizando barreiras para que os atletas pudessem sair de campo. Houve também vandalismo em partes do estádio e nos veículos estacionados (incluindo aqueles usados pela arbitragem). Pouco tempo após a partida, dirigentes do clube decidiram pela demissão do treinador Maurício Barbieri. A decisão foi oficializada no dia seguinte, e incluía também os desligamentos do auxiliar técnico Maldonado e do preparador físico Gustavo Araújo; William Batista, então treinador da equipe sub-20 do Vasco assumia, de forma interina, o comando da equipe principal.

#### Interdição de São Januário
Por conta dos atos de vandalismo e confronto com a polícia na partida do Vasco contra o Goiás pela 11ª rodada do Campeonato Brasileiro, no dia seguinte à partida, em 23 de junho, o juiz de plantão do Juizado Especial do Torcedor e dos Grandes Eventos do Tribunal de Justiça do Estado do Rio de Janeiro (TJRJ), Marcelo Rubioli, enviou um parcer ao presidente do Tribunal pedindo que os fatos fossem enviados ao Ministério Público para apuração. Dessa forma, o promotor Rodrigo Terra, da 2ª Promotoria de Justiça de Tutela Coletiva de Defesa do Consumidor e do Contribuinte da Capital do Ministério Público do Estado do Rio de Janeiro (MPRJ), solicitou à Justiça a interdição do Estádio de São Januário, que foi atendida, em caráter liminar, pelo juiz Bruno Arthur Mazza, do TJRJ. A decisão proibiu o estádio de receber qualquer evento "até que reste comprovada a presença das condições necessárias por meio de laudos técnicos atualizados dos órgãos estatais e do Perito do Juízo"; o juiz nomeou a perita responsável pela elaboração do laudo técnico e estipulou um prazo de 30 dias pra tal elaboração "a contar da data de apresentação dos quesitos pelas partes". O MPRJ ainda havia solicitado que o clube fosse condenado por danos morais aos torcedores, com multa mínima de R$ 500 mil, cujo valor seria destinado ao Fundo de Reconstituição de Bens Lesados; este pedido, no entanto, não foi apreciado na decisão liminar.
Na mesma data, o procurador-geral do Superior Tribunal de Justiça Desportiva (STJD), Ronaldo Piacente, protocolou um pedido para que o Vasco seja punido, pela corte desportiva, com a ausência de torcida em seus jogos, como mandante e como visitante, por 30 dias. No mesmo dia, o presidente do STJD, José Perdiz, acatou ao pedido, estabelecendo a punição preventiva de 30 dias até o julgamento do caso na primeira instância do tribunal.
Em razão da decisão da justiça comum, a partida seguinte do clube no Campeonato Brasileiro, ocorrida 4 dias após o jogo no qual os atos de vandalismo ocorreram, contra o Cuiabá, com mando de campo do Vasco, foi realizada no Estádio Luso-Brasileiro, no Rio de Janeiro, com portões fechados. O cruzmaltino venceu pelo placar de 1 a 0, dando fim à sequência de 6 derrotas consecutivas. Três dias depois, em 29 de junho, o desembargador José Roberto Portugal Compasso, do TJRJ, atendeu parcialmente o recurso da liminar impetrado pelo clube, permitindo a realização de jogos no estádio, porém mantendo a proibição da presença de público. Assim, o jogo seguinte no qual o Vasco da Gama foi o mandante (contra o Cruzeiro em 8 de julho, pela 14ª rodada) já voltou a ser realizado em São Januário.
Em 5 de julho, a 3ª Comissão Disciplinar do STJD decidiu que a punição do Vasco seria de 4 jogos em São Januário com portões fechados e multa no valor de R$ 60 mil. Em 19 de julho, 27 dias após seu último jogo com torcida no estádio, o pleno do STJD atendeu parcialmente a um recurso do Vasco, concedendo um efeito suspensivo para ter mulheres, crianças e pessoas com deficiência na torcida. Apesar desta decisão no âmbito da justiça desportiva, o Vasco continuou sem a permissão de receber quaisquer torcedores em seu estádio por conta da vigência da liminar da justiça comum. No entanto, o clube viria a citar esta decisão ao TJRJ 12 dias depois na tentativa de liberação parcial de São Januário junto a este tribunal.
No dia 31 de julho, portanto 39 dias após a decisão liminar do TJRJ, o clube apresentou os quesitos a serem esclarecidos pela perícia. Em 22 de agosto — já após 61 dias de interdição do estádio —, a perita designada pelo TJRJ apresentou o valor dos honorários a serem pagos pelo clube no valor de quase R$ 1,4 milhão; o valor elevado foi justificado pela profissional por conta do "alto grau de complexidade" da tarefa e a necessidade de contratação de uma equipe para vistoriar todo o complexo do estádio; em sua petição, ela solicitou que metade do valor fosse paga antes do início dos trabalhos e a outra metade fosse paga após a entrega do laudo. Além disso, ela solicitou 90 dias para a conclusão da perícia, 60 a mais do que havia sido previsto na decisão inicial.
No dia 25 de agosto — após 64 dias de interdição —, o STJD endossou sua decisão inicial pela punição do clube por 4 jogos sem torcida em seu estádio, porém aumentou a multa de R$ 60 mil para R$ 80 mil; como o clube já havia cumprido esta punição, a partir desta data, ele estaria permitido, pela justiça desportiva, a mandar jogos em São Januário com a presença de público. No entanto, por ainda haver proibição por parte da justiça comum, o clube ainda estava impossibilitado de receber público em seu estádio.
No dia 30 de agosto — com, portanto, 69 dias de interdição —, a 2ª Câmara de Direito Privado do TJRJ, em sessão presencial na sede do tribunal, no Palácio da Justiça, julgou em um colegiado de 3 desembargadores, recurso do clube, decidindo pela manutenção da proibição de jogos com presença de público no estádio, pelo placar de 2 a 1; o Vasco anunciou que recorreria da decisão no Superior Tribunal de Justiça. A desembargadora Renata Cotta, que atuou como relatora do caso, argumentou que, na ausência do resultado do laudo pericial, não haveria como comprovar a segurança do local, seu voto tendo sido acompanhado pelo desembargador Carlos Santos de Oliveira. O voto dissonante, da desembargadora Andréa Pacha, argumentou que o clube não tem poder de polícia e tomou todas as medidas possíveis.
Durante todo o processo, diversas autoridades e entidades se manifestaram: a Federação das Associações de Favelas do Rio de Janeiro (FAFERJ) entrou como parte interessada no processo., o presidente da Federação de Futebol do Estado do Rio de Janeiro (FERJ), Rubens Lopes, posicionou-se contrário à interdição do estádio, foi criada a Frente Parlamentar em Defesa do Estádio de São Januário e da Barreira do Vasco na Câmara Municipal do Rio de Janeiro, tendo o legislativo municipal aprovado uma moção de repúdio à decisão da Justiça, e o deputado federal Aliel Machado (PV-PR) entrou com uma ação no Supremo Tribunal Federal (STF) solicitando uma liminar para que o clube volte a receber jogos com presença de público em seu estádio. Além disso, a Associação de Moradores da Barreira do Vasco (AMBV) emitiu uma nota de repúdio em relação ao parecer do juiz Marcelo Rubioli, do STJD, de 23 de junho, no qual o magistrado defendeu a interdição do estádio com os argumentos de que são ouvidos constantemente "estampidos de disparos de armas de fogo oriundos do tráfico de drogas", além de que as ruas do entorno do estádio são "estreitas, sem área de escape" e "sempre ficam lotadas de torcedores se embriagando antes de entrar no estádio". Ademais, diversos jornalistas e veículos de imprensa também se posicionaram de maneira contrária à interdição do estádio, muitos classificando a decisão como desproporcional, elitista e racista.
Em 14 de setembro, 84 dias após a última partida do clube em seu estádio com presença de público, o Vasco assinou um Termo de Ajustamento de Conduta (TAC) com o MPRJ, que foi homologado e entregue ao TJRJ, que extinguiu o processo, dessa forma, suspendendo a interdição de São Januário e permitindo a volta dos torcedores ao estádio. O TAC prevê várias alterações no estádio, tanto em termos de obras estruturais, quanto em investimentos em tecnologia, incluindo a implantação de sistema de biometria facial nas catracas de acesso, até então inédito em estádios do estado do Rio de Janeiro. A primeira partida do clube como mandante e podendo receber público em São Januário ocorreu em 21 de setembro, em vitória por 5 a 1 sobre o Coritiba, pela 23ª rodada, 91 dias após a partida contra o Goiás, cuja confusão deu origem a todo o processo judicial.
Ao longo dos 91 dias com os portões de São Januário fechados, o Vasco mandou 4 partidas sem a presença de público. O jornal Lance! estimou que o clube deixou de lucrar mais de R$ 684 mil com bilheteria, além de incorrer em prejuízo financeiro de mais de R$ 457 mil por ter que arcar com as despesas de operação dos jogos. Já o portal Terra estimou um prejuízo no valor aproximado de R$ 2 milhões, sendo R$ 900 mil por ausência de lucro com bilheteria e queda de venda de produtos em lojas, bares e restaurantes do estádio e publicidade. A interdição de São Januário também foi responsável por uma queda de 60% na receita do comércio local, em especial das regiões da Barreira do Vasco, Morro do Tuiuti e Vila Arará, segundo estudo do Observatório do Trabalho Carioca da Secretaria Municipal de Trabalho e Renda da Prefeitura do Rio de Janeiro; cerca de 18 mil pessoas teriam sido direta ou indiretamente afetadas pela decisão judicial.

#### Meia-temporada
No dia 15 de julho, o Vasco anunciou a contratação do argentino Ramón Díaz como novo treinador da equipe principal. Em junho, o clube anunciou a contratação dos jogadores Serginho (dia 27) e Maicon (dia 28); em julho, foram anunciados como reforços Gary Medel (dia 11), Paulinho Paula e Bruno Praxedes (ambos dia 26), Sebastián Ferreira (dia 27) e Jefferson (dia 28); em agosto, o clube anunciou a chegada de Rossi e Pablo Vegetti (ambos dia 3) e Dimitri Payet (dia 17). No total, foram gastos R$ 11 milhões e, dentre os clubes da Série A de 2023, o Vasco foi o que fez o maior número de contratações na janela de transferências do meio do ano. Neste meio de temporada, também deixaram a equipe cruzmaltina: Rodrigo (empréstimo), Andrey Santos, Paulo Victor e Rwan Cruz (todos por fim de empréstimo), e Pedro Raul e Eguinaldo (ambos foram vendidos).
No dia 25 de julho, a 777 Partners, controladora do Vasco SAF, decidiu pela saída de Luiz Mello do cargo de CEO, função que ele ocupava desde janeiro de 2021, antes mesmo de o futebol do clube migrar para o modelo de SAF. Lúcio Barbosa, o então diretor financeiro, assumiu interinamente a função de CEO na mesma data, vindo a ser efetivado no cargo em janeiro de 2024.

#### Segundo turno
O Vasco retornou aos jogos após o recesso de meio de temporada, já com os primeiros reforços da segunda janela de contratações do ano, em partidas contra o Athletico Paranaense e o Corinthians, ambas ainda válidas pelo 1º turno do Campeonato e ambas sem a presença de público; a equipe cruzmaltina foi derrotada nestes que foram os 2 primeiros jogos da equipe sob o comando do novo treinador Ramón Díaz. Logo em seguida, o clube venceu o Grêmio em casa, ainda com portões fechados, colocando fim a uma sequência de quatro derrotas seguidas.
A equipe cruzmaltina iniciou o segundo turno do Campeonato Brasileiro com vitória sobre o Atlético Mineiro. Neste returno do torneio, o Vasco oscilou entre períodos dentro e fora da zona de rebaixamento, e vivenciou três períodos de três vitórias seguidas (entre a 22ª e a 24ª rodadas, e entre a 31ª e a 33ª rodadas), emplacando uma sequência de 6 partidas consecutivas sem derrotas entre as rodadas 31 e 35. Se, no primeiro turno, o clube teve uma campanha com 28% de aproveitamento dos pontos (ficando na 18ª colocação), no returno, o clube teve 50,9% de aproveitamento (a 7ª melhor campanha da segunda metade do campeonato), sendo a equipe com a maior evolução entre turnos no torneio.
Um dos maiores destaques individuais da equipe neste segundo turno foi o atacante argentino recém-contratado Pablo Vegetti, que anotou 7 gols em suas 9 primeiras partidas pelo clube, vindo a terminar o campeonato como artilheiro do Vasco no torneio, com 10 gols, tendo estreado no Brasileirão apenas a partir da 17ª rodada. Uma frase que se tornou marcante na trajetória da equipe na segunda fase do torneio foi "No va a bajar" ("Não vai cair", do espanhol), proferida pelo treinador Ramón Diaz inicialmente em entrevista na 21ª rodada, após empate com o Bahia. Esta frase viria a ser repetida pelo técnico em outras partidas e tornou-se um mantra da torcida, sendo repetida pelos torcedores nas arquibancadas e estando presente em produtos vendidos nos entornos do Estádio de São Januário em dias de jogo.
O Vasco passou 24 das 38 rodadas do Campeonato Brasileiro dentro da zona de rebaixamento. Na 33ª rodada, após vitória sobre o América Mineiro, o clube saiu desta parte da tabela e não retornou mais. Após o término da rodada 37, a penúltima do campeonato, a equipe cruzmaltina encontrava-se na 16ª colocação, portanto, apenas uma posição acima da zona de rebaixamento; o Departamento de Matemática da Universidade Federal de Minas Gerais (UFMG) calculou uma probabilidade de 24,9% do Vasco ser rebaixado para a Série B. Na 38ª e última rodada do torneio, o Vasco venceu o Red Bull Bragantino em casa, garantindo, portanto a permanência na primeira divisão na edição seguinte do Campeonato Brasileiro.

### Pós-temporada
Um dia após a última partida do Vasco pelo Campeonato Brasileiro, em 7 de dezembro, o CEO Lúcio Barbosa, em conjunto com a 777 Partners, decidiu pela demissão do diretor esportivo Paulo Bracks. Dentre os fatores que pesaram para essa decisão, encontram-se o alto investimento de cerca de R$ 110 milhões em reforços no elenco para o pouco retorno em rendimento competitivo, dado que o clube passou a maior parte do campeonato lutando para não ser rebaixado, e o planejamento falho da troca de técnico, que teria levado a um período longo de 23 dias entre a demissão de Barbieri e o anúncio da contratação de Díaz. Quatro dias depois, em 11 de dezembro, o clube acertou a contratação de Alexandre Mattos para substituí-lo.
No dia 11 de novembro, ocorreram eleições no clube para escolher seu novo presidente — no caso do futebol, presidente do clube associativo em regime de SAF —, sucedendo o então presidente Jorge Salgado. A chapa do ex-jogador Pedrinho sagrou-se vencedora, com 64,2% dos votos, contra 35,11% dos votos na chama do advogado Leven Siano. A posse de Pedrinho ocorreu em 22 de janeiro de 2024, na Sede Náutica do clube.
Ainda em dezembro, o clube renovou o contrato do treinador Ramon Díaz, que inicialmente iria até o fim de 2024, para o fim de 2025, havendo a possibilidade de extensão até 2027 no caso de atingimento de metas pré-estabelecidas. O clube ainda anunciou as saídas do paraguaio Sebastián Ferreira no dia 18, Robson Bambu no dia 19 e Jefferson no dia 26 (todos por retorno de empréstimo), Gabriel Dias no dia 20, Alex Teixeira no dia 21 e Juninho no dia 30 (todos por fim de contrato). Retornaram de empréstimos o goleiro Alexander (emprestado ao Avaí), o atacante Lucas Oliveira (emprestado ao Bangu e ao Botafogo de Ribeirão Preto, o volante Rodrigo e o atacante Zé Santos (ambos emprestados ao Londrina. No dia 21, o clube anunciou a renovação de contrato com Maicon e, no dia 29, o clube ainda oficializou a permanência de Mateus Carvalho e Paulo Henrique (ambos por compra em definitivo) e Zé Gabriel (renovação). Além disso, o Vasco ainda quitou dívidas dos pagamentos dos contratos de Léo Pelé e Lucas Piton.

## Elenco

### Elenco principal
No total, o clube contou com 68 jogadores diferentes nas escalações de suas 53 partidas em competições oficiais, 22 deles tendo sido relacionados como titulares em 10 partidas ou mais. O jogador mais vezes escalado foi Alex Teixeira (51 partidas, sendo 24 como titular e 27 como reserva), que apenas não foi escalado nas primeiras duas partidas da equipe pelo Campeonato Carioca por conta de sua presença em torneio amistoso de pré-temporada disputado nos Estados Unidos, no qual o clube decidiu prosseguir com o time titular, enquanto que as duas primeiras partidas do Carioca foram disputadas majoritariamente por atletas das categorias de base. O jogador que mais vezes foi escalado como titular foi Lucas Piton (49 partidas) e como reserva foi o goleiro Ivan (45 partidas).
| N.º            | Jogador            | Pos.     | Nascimento (idade em 31/dez/2023) | Início do contrato | Contratado de             | Valor da compra | Fim do contrato | Jogos titular | Jogos reserva | Ref.            |
| Goleiros       | Goleiros           | Goleiros | Goleiros                          | Goleiros           | Goleiros                  | Goleiros        | Goleiros        | Goleiros      | Goleiros      | Goleiros        |
| -------------- | ------------------ | -------- | --------------------------------- | ------------------ | ------------------------- | --------------- | --------------- | ------------- | ------------- | --------------- |
| 1 / 20         | Léo Jardim         | G        | 20 de março de 1995 (28 anos)     | 2023               | Lille                     | R$ 14 M         | 2025            | 47            | 0             | [ 139 ] [ 140 ] |
| 97             | Ivan               | G        | 2 de julho de 1997 (26 anos)      | 2023               | Corinthians (emp)         | —               | 2023            | 3             | 45            | [ 141 ]         |
| 24             | Hedge Halls        | G        | 17 de junho de 1999 (24 anos)     | 2021               | categoria de base         | —               | 2024            | 3             | 6             | [ 142 ]         |
| 57             | Cadu               | G        | 25 de março de 2003 (20 anos)     | —                  | categoria de base         | —               | —               | 0             | 3             | [ 143 ]         |
| 22             | Alexander          | G        | 31 de maio de 1999 (24 anos)      | 2019               | categoria de base         | —               | 2025            | 0             | 2             | [ 144 ]         |
| 12             | Patrick Paixão     | G        | 19 de fevereiro de 2003 (20 anos) | —                  | categoria de base         | —               | —               | 0             | 1             | [ 145 ]         |
| Defensores     |                    |          |                                   |                    |                           |                 |                 |               |               |                 |
| 2              | Puma Rodríguez     | LD       | 14 de março de 1997 (26 anos)     | 2023               | Nacional                  | R$ 10,7 M       | 2025            | 35            | 14            | [ 146 ]         |
| 96             | Paulo Henrique     | LD       | 25 de julho de 1996 (27 anos)     | 2023               | Atlético Mineiro (emp)    | —               | 2023            | 10            | 24            | [ 147 ]         |
| 29             | Paulinho Babilônia | LD       | 23 de maio de 2005 (18 anos)      | 2021               | categoria de base         | —               | 2025            | 0             | 7             | [ 148 ]         |
| 13             | Gabriel Dias       | LD       | 10 de maio de 1994 (29 anos)      | 2023               | livre no mercado          | —               | 2023            | 0             | 6             | [ 149 ]         |
| 13             | Ricardinho         | LD       | 3 de junho de 2004 (19 anos)      | —                  | categoria de base         | —               | —               | 0             | 1             |                 |
| 6 / 36         | Lucas Piton        | LE       | 9 de outubro de 2000 (23 anos)    | 2023               | Corinthians               | R$ 16,6 M       | 2026            | 49            | 1             | [ 150 ]         |
| 6 / 66         | Paulo Victor       | LE       | 13 de abril de 2001 (22 anos)     | 2022               | Internacional (emp)       | —               | 2023            | 3             | 21            | [ 151 ]         |
| 12             | Jefferson          | LE       | 3 de janeiro de 1997 (26 anos)    | 2023               | Atlético Goianiense (emp) | —               | 2024            | 0             | 4             | [ 152 ]         |
| 6              | Edimar Fraga       | LE       | 21 de maio de 1986 (37 anos)      | 2022               | livre no mercado          | —               | 2023            | 0             | 3             | [ 153 ] [ 33 ]  |
| 16             | Matheus Julião     | LE       | 10 de abril de 2003 (20 anos)     | 2022               | categoria de base         | —               | 2025            | 0             | 2             | [ 154 ]         |
| 3              | Leo Pelé           | Z        | 6 de março de 1996 (27 anos)      | 2023               | São Paulo                 | R$ 16,0 M       | 2025            | 42            | 6             | [ 155 ]         |
| 17             | Gary Medel         | Z        | 3 de agosto de 1987 (36 anos)     | 2023               | livre no mercado          | —               | 2024            | 20            | 0             | [ 156 ]         |
| 30             | Robson Bambu       | Z        | 12 de novembro de 1997 (26 anos)  | 2023               | Nice (emp)                | —               | 2023            | 19            | 9             | [ 157 ]         |
| 22             | Manuel Capasso     | Z        | 19 de abril de 1996 (27 anos)     | 2023               | Atlético Tucumán          | R$ 7,7 M        | 2025            | 10            | 18            | [ 158 ]         |
| 4              | Maicon             | Z        | 14 de setembro de 1988 (35 anos)  | 2023               | livre no mercado          | —               | 2023            | 14            | 10            | [ 159 ]         |
| 35             | Miranda            | Z        | 19 de janeiro de 2000 (23 anos)   | 2018               | categoria de base         | —               | 2024            | 11            | 21            | [ 160 ]         |
| 4 / 44         | Zé Vitor           | Z        | 10 de junho de 2002 (21 anos)     | 2022               | categoria de base         | —               | 2026            | 3             | 31            | [ 161 ]         |
| 4              | Anderson Conceição | Z        | 24 de outubro de 1989 (34 anos)   | 2022               | livre no mercado          | —               | 2023            | 1             | 12            | [ 32 ]          |
| 14 / 33        | Lyncon             | Z        | 7 de maio de 2005 (18 anos)       | 2023               | categoria de base         | —               | 2025            | 0             | 8             | [ 162 ]         |
| 3 / 13         | Pimentel           | Z        | 15 de janeiro de 2003 (20 anos)   | 2023               | categoria de base         | —               | 2023            | 1             | 1             |                 |
| 22             | Roger              | Z        | 18 de fevereiro de 2004 (19 anos) | 2023               | categoria de base         | —               | ?               | 0             | 1             |                 |
| Meio-campistas |                    |          |                                   |                    |                           |                 |                 |               |               |                 |
| 8              | Jair               | V        | 26 de agosto de 1994 (29 anos)    | 2023               | Atlético Mineiro          | R$ 13,2 M       | 2025            | 26            | 15            | [ 163 ]         |
| 23             | Zé Gabriel         | V        | 21 de janeiro de 1999 (24 anos)   | 2022               | livre no mercado          | —               | 2025            | 26            | 5             | [ 164 ]         |
| 2 / 26         | Rodrigo            | V        | 4 de junho de 2002 (21 anos)      | 2023               | categoria de base         | —               | 2025            | 14            | 9             | [ 165 ]         |
| 18             | Andrey Santos      | V        | 3 de maio de 2004 (19 anos)       | 2023               | Chelsea (emp)             | —               | 2023            | 11            | 0             | [ 166 ]         |
| 15             | Figueiredo         | V        | 14 de agosto de 2001 (22 anos)    | 2022               | categoria de base         | —               | 2026            | 10            | 24            | [ 34 ]          |
| 19             | Matías Galarza     | V        | 11 de fevereiro de 2002 (21 anos) | 2021               | Olimpia                   | R$ 2,6 M        | 2025            | 9             | 23            | [ 167 ]         |
| 85             | Mateus Carvalho    | V        | 18 de março de 2002 (21 anos)     | 2023               | Náutico (emp)             | —               | 2023            | 3             | 23            | [ 168 ]         |
| 5              | Patrick de Lucca   | V        | 2 de março de 2000 (23 anos)      | 2023               | livre no mercado          | —               | 2025            | 1             | 5             | [ 169 ]         |
| 5 / 18         | Matheus Barbosa    | V        | 18 de abril de 1994 (29 anos)     | 2022               | livre no mercado          | —               | 2023            | 2             | 2             | [ 170 ]         |
| 8              | Juninho            | V        | 23 de janeiro de 2001 (22 anos)   | 2020               | categoria de base         | —               | 2023            | 2             | 0             | [ 171 ]         |
| 15             | Lucas Eduardo      | V        | 13 de janeiro de 2004 (19 anos)   | —                  | categoria de base         | —               | —               | 0             | 2             | [ 172 ]         |
| 20             | Jerônimo           | V        | 21 de janeiro de 2005 (18 anos)   | —                  | categoria de base         | —               | —               | 0             | 1             | [ 173 ]         |
| 7              | Alex Teixeira      | M        | 6 de janeiro de 1990 (33 anos)    | 2022               | livre no mercado          | —               | 2023            | 24            | 27            | [ 174 ]         |
| 18             | Paulinho Paula     | M        | 8 de janeiro de 1997 (26 anos)    | 2023               | Al-Shabab                 | R$ 6,5 M        | 2025            | 19            | 2             | [ 175 ]         |
| 21             | Bruno Praxedes     | M        | 8 de fevereiro de 2002 (21 anos)  | 2023               | Red Bull Bragantino (emp) | —               | 2023            | 18            | 4             | [ 176 ]         |
| 25             | Marlon Gomes       | M        | 14 de dezembro de 2003 (20 anos)  | 2022               | categoria de base         | —               | 2026            | 15            | 16            | [ 177 ]         |
| 10             | Dimitri Payet      | M        | 29 de março de 1987 (36 anos)     | 2023               | livre no mercado          | —               | 2025            | 7             | 11            | [ 178 ]         |
| 14             | Luca Orellano      | M        | 22 de março de 2000 (23 anos)     | 2023               | Vélez Sarsfield           | R$ 15,8 M       | 2025            | 6             | 27            | [ 179 ] [ 180 ] |
| 20 / 88        | Cauan Barros       | M        | 6 de maio de 2004 (19 anos)       | 2023               | categoria de base         | —               | 2025            | 5             | 22            | [ 181 ]         |
| 10             | Nenê               | M        | 19 de julho de 1981 (42 anos)     | 2022               | livre no mercado          | —               | 2023            | 2             | 9             | [ 182 ] [ 31 ]  |
| 20             | Gabriel Carabajal  | M        | 9 de dezembro de 1991 (32 anos)   | 2023               | Santos (emp)              | —               | 2023            | 0             | 12            | [ 183 ]         |
| 18 / 27        | Ray                | M        | 31 de agosto de 2004 (19 anos)    | 2021               | categoria de base         | —               | 2028            | 0             | 3             | [ 184 ]         |
| 17             | Marlon Santos      | M        | 22 de março de 2003 (20 anos)     | 2022               | categoria de base         | —               | 2024            | 0             | 2             | [ 185 ]         |
| Atacantes      |                    |          |                                   |                    |                           |                 |                 |               |               |                 |
| 11             | Gabriel Pec        | A        | 11 de fevereiro de 2001 (22 anos) | 2019               | categoria de base         | —               | 2027            | 42            | 8             | [ 186 ]         |
| 9              | Pedro Raul         | A        | 5 de novembro de 1996 (27 anos)   | 2023               | Kashiwa Reysol            | R$ 10,4 M       | 2025            | 22            | 3             | [ 187 ]         |
| 99             | Pablo Vegetti      | A        | 15 de outubro de 1988 (35 anos)   | 2023               | Belgrano                  | R$ 5,3 M        | 2024            | 20            | 1             | [ 188 ]         |
| 16             | Erick Marcus       | A        | 1 de março de 2004 (19 anos)      | 2023               | categoria de base         | —               | 2027            | 6             | 26            | [ 34 ]          |
| 70             | Serginho           | A        | 6 de abril de 1995 (28 anos)      | 2023               | livre no mercado          | —               | 2025            | 5             | 18            | [ 189 ]         |
| 31             | Rossi              | A        | 22 de abril de 1993 (30 anos)     | 2023               | livre no mercado          | —               | 2023            | 4             | 8             | [ 190 ]         |
| 9              | Sebastián Ferreira | A        | 13 de fevereiro de 1998 (25 anos) | 2023               | Houston Dynamo (emp)      | —               | 2025            | 3             | 20            | [ 191 ]         |
| 21 / 77        | Rayan              | A        | 3 de agosto de 2006 (17 anos)     | 2023               | categoria de base         | —               | 2025            | 3             | 8             | [ 192 ]         |
| 21             | Eguinaldo          | A        | 9 de agosto de 2004 (19 anos)     | 2019               | Artsul                    | R$ 640 mil      | 2027            | 1             | 19            | [ 193 ]         |
| 12             | Rwan Cruz          | A        | 20 de maio de 2001 (22 anos)      | 2023               | Santos (emp)              | —               | 2023            | 0             | 10            | [ 194 ]         |
| 17             | Vinicius Paiva     | A        | 1 de março de 2001 (22 anos)      | 2020               | categoria de base         | —               | 2024            | 0             | 4             | [ 195 ]         |
| 9 / 98         | Zé Santos          | A        | 4 de novembro de 1998 (25 anos)   | 2022               | livre no mercado          | —               | 2024            | 2             | 1             | [ 196 ]         |
| 7 / 42         | Cauã Paixão        | A        | 27 de maio de 2004 (19 anos)      | 2023               | categoria de base         | —               | 2025            | 2             | 1             | [ 197 ]         |
| 11             | Erick              | A        | 3 de janeiro de 1997 (26 anos)    | 2022               | Ypiranga de Erechim (emp) | —               | 2023            | 2             | 0             | [ 198 ]         |
| 99             | Gabriel "GB"       | A        | 5 de janeiro de 2005 (18 anos)    | 2023               | categoria de base         | —               | 2025            | 0             | 2             | [ 199 ]         |
| 23             | Juan Alvina        | A        | 16 de fevereiro de 2003 (20 anos) | 2023               | categoria de base         | —               | 2024            | 0             | 2             | [ 200 ]         |
| 18             | Tavares            | A        | 17 de abril de 2002 (21 anos)     | 2023               | categoria de base         | —               | 2023            | 0             | 1             |                 |
| 21             | Renan Santos       | A        | 20 de janeiro de 2005 (18 anos)   | 2023               | categoria de base         | —               | 2025            | 0             | 1             | [ 201 ]         |

Observação: Considerados apenas jogadores profissionais que foram relacionados em partidas do clube em competições oficiais, ou seja, não inclui participações em 2 partidas de torneio amistoso de pré-temporada (contra o River Plate e o Inter Miami), bem como não inclui 2 jogadores amadores relacionados em partida válida contra o Madureira pela 1ª rodada do Campeonato Carioca (Luís Felipe Martinez Teixeira e Gabriel de Sá Pfeifer).

### Transferências
Legenda:
- : Jogadores emprestados ao Vasco da Gama

#### Chegadas
No total, o Vasco integrou 24 jogadores ao seu elenco para a temporada de 2023, sendo 16 na 1ª e 8 na 2ª janela de transferências. O clube se reforçou com 10 jogadores comprados de outros clubes (totalizando R$ 116,2 milhões gastos), 4 jogadores que tinham passe livre e vieram sem custos, e 10 jogadores que vieram por empréstimo.
| Data                                                    | Pos.                                                    | N.º                                                     | Jogador                                                 | Clube anterior                                          | Contratado de                                           | Valor desembolsado | Fim do contrato | Ref.            |
| ------------------------------------------------------- | ------------------------------------------------------- | ------------------------------------------------------- | ------------------------------------------------------- | ------------------------------------------------------- | ------------------------------------------------------- | ------------------ | --------------- | --------------- |
| 16 de dezembro de 2022                                  | A                                                       | 9                                                       | Pedro Raul                                              | Kashiwa Reysol                                          | Kashiwa Reysol                                          | R$ 10,4 M          | 2025            | [ 187 ]         |
| 17 de dezembro de 2022                                  | V                                                       | 5                                                       | Patrick de Lucca                                        | Bahia                                                   | livre no mercado                                        | sem custos         | 2025            | [ 169 ]         |
| 21 de dezembro de 2022                                  | Z                                                       | 3                                                       | Léo Pelé                                                | São Paulo                                               | São Paulo                                               | R$ 16,0 M          | 2025            | [ 155 ]         |
| 28 de dezembro de 2022                                  | LE                                                      | 6 / 36                                                  | Lucas Piton                                             | Corinthians                                             | Corinthians                                             | R$ 16,6 M          | 2026            | [ 150 ]         |
| 3 de janeiro de 2023                                    | Z                                                       | 30                                                      | Robson Bambu                                            | Nice                                                    | Nice                                                    | sem custos         | 2023            | [ 157 ]         |
| 4 de janeiro de 2023                                    | LD                                                      | 2                                                       | Puma Rodríguez                                          | Nacional                                                | Nacional                                                | R$ 10,7 M          | 2025            | [ 146 ]         |
| 12 de janeiro de 2023                                   | G                                                       | 97                                                      | Ivan                                                    | Corinthians                                             | Corinthians                                             | sem custos         | 2023            | [ 141 ]         |
| 13 de janeiro de 2023                                   | V                                                       | 8                                                       | Jair                                                    | Atlético Mineiro                                        | Atlético Mineiro                                        | R$ 13,2 M          | 2025            | [ 163 ]         |
| 13 de janeiro de 2023                                   | M                                                       | 14                                                      | Luca Orellano                                           | Vélez Sarsfield                                         | Vélez Sarsfield                                         | R$ 15,8 M          | 2025            | [ 179 ]         |
| 13 de janeiro de 2023                                   | G                                                       | 1 / 20                                                  | Léo Jardim                                              | Lille                                                   | Lille                                                   | R$ 14,0 M          | 2025            | [ 139 ] [ 140 ] |
| 19 de fevereiro de 2023                                 | Z                                                       | 22                                                      | Manuel Capasso                                          | Atlético Tucumán                                        | Atlético Tucumán                                        | R$ 7,7 M           | 2025            | [ 158 ]         |
| 25 de fevereiro de 2023                                 | LD                                                      | 96                                                      | Paulo Henrique                                          | Atlético Mineiro                                        | Atlético Mineiro                                        | sem custos         | 2023            | [ 147 ]         |
| 2 de março de 2023                                      | V                                                       | 18                                                      | Andrey Santos                                           | Chelsea                                                 | Chelsea                                                 | sem custos         | 2023            | [ 166 ]         |
| 31 de março de 2023                                     | A                                                       | 12                                                      | Rwan Cruz                                               | Santos                                                  | Santos                                                  | sem custos         | 2023            | [ 194 ]         |
| 14 de abril de 2023                                     | V                                                       | 85                                                      | Mateus Carvalho                                         | Náutico                                                 | Náutico                                                 | sem custos         | 2023            | [ 168 ]         |
| 20 de abril de 2023                                     | M                                                       | 20                                                      | Gabriel Carabajal                                       | Santos                                                  | Santos                                                  | sem custos         | 2023            | [ 183 ]         |
| Subtotal referente à 1ª janela de transferências do ano | Subtotal referente à 1ª janela de transferências do ano | Subtotal referente à 1ª janela de transferências do ano | Subtotal referente à 1ª janela de transferências do ano | Subtotal referente à 1ª janela de transferências do ano | Subtotal referente à 1ª janela de transferências do ano | R$ 104,4 M         |                 |                 |
| 27 de junho de 2023                                     | A                                                       | 70                                                      | Serginho                                                | Giresunspor                                             | livre no mercado                                        | sem custos         | 2025            | [ 189 ]         |
| 28 de junho de 2023                                     | Z                                                       | 4                                                       | Maicon                                                  | Santos                                                  | livre no mercado                                        | sem custos         | 2023            | [ 159 ]         |
| 26 de julho de 2023                                     | M                                                       | 21                                                      | Bruno Praxedes                                          | Red Bull Bragantino                                     | Red Bull Bragantino                                     | sem custos         | 2023            | [ 176 ]         |
| 26 de julho de 2023                                     | M                                                       | 18                                                      | Paulinho Paula                                          | Al-Shabab                                               | Al-Shabab                                               | R$ 6,5 M           | 2025            | [ 175 ]         |
| 27 de julho de 2023                                     | A                                                       | 9                                                       | Sebastián Ferreira                                      | Houston Dynamo                                          | Houston Dynamo                                          | sem custos         | 2025            | [ 191 ]         |
| 28 de julho de 2023                                     | LE                                                      | 12                                                      | Jefferson                                               | Atlético Goianiense                                     | Atlético Goianiense                                     | sem custos         | 2024            | [ 152 ]         |
| 3 de agosto de 2023                                     | A                                                       | 99                                                      | Pablo Vegetti                                           | Belgrano                                                | Belgrano                                                | R$ 5,3 M           | 2024            | [ 188 ]         |
| 17 de agosto de 2023                                    | M                                                       | 10                                                      | Dimitri Payet                                           | O. Marseille                                            | livre no mercado                                        | sem custos         | 2025            | [ 178 ]         |
| Subtotal referente à 2ª janela de transferências do ano | Subtotal referente à 2ª janela de transferências do ano | Subtotal referente à 2ª janela de transferências do ano | Subtotal referente à 2ª janela de transferências do ano | Subtotal referente à 2ª janela de transferências do ano | Subtotal referente à 2ª janela de transferências do ano | R$ 11,8 M          |                 |                 |
| Total                                                   | Total                                                   | Total                                                   | Total                                                   | Total                                                   | Total                                                   | R$ 116,2 M         |                 |                 |

Fontes gerais: 

#### Renovações
| Data                   | Pos. | N.º    | Jogador            | Início de contrato | Fim previsto de contrato | Contrato estendido até | Desfecho em 2023                            | Ref.           |
| ---------------------- | ---- | ------ | ------------------ | ------------------ | ------------------------ | ---------------------- | ------------------------------------------- | -------------- |
| 10 de novembro de 2022 | Z    | 4      | Anderson Conceição | jan/2022           | dez/2022                 | dez/2023               | Contrato rescindido em abril.               | [ 32 ] [ 202 ] |
| 7 de dezembro de 2022  | LE   | 6      | Edimar Fraga       | jan/2022           | dez/2022                 | dez/2023               | Contrato rescindido em abril.               | [ 33 ] [ 203 ] |
| 13 de dezembro de 2022 | M    | 10     | Nenê               | set/2021           | dez/2022                 | abr/2023               | Cumprido contrato até o final.              | [ 31 ] [ 204 ] |
| 12 de janeiro de 2023  | V    | 15     | Figueiredo         | jan/2022           | dez/2025                 | dez/2026               | Cumprido contrato durante toda a temporada. | [ 34 ]         |
| 12 de janeiro de 2023  | A    | 16     | Erick Marcus       | jan/2023           | jan/2023                 | dez/2026               | Cumprido contrato durante toda a temporada. | [ 34 ]         |
| 19 de julho de 2023    | V    | 2 / 26 | Rodrigo            | jan/2023           | nov/2024                 | nov/2025               | Emprestado logo após renovação.             | [ 205 ]        |

#### Saídas
| Data                                                        | Pos.                                                        | N.º                                                         | Jogador                                                     | Comprado por                                                | Clube seguinte                                              | Valor recebido | Ref.    |  |
| ----------------------------------------------------------- | ----------------------------------------------------------- | ----------------------------------------------------------- | ----------------------------------------------------------- | ----------------------------------------------------------- | ----------------------------------------------------------- | -------------- | ------- |  |
| 31 de dezembro de 2022                                      | Z                                                           | 2                                                           | Juan Quintero                                               | fim de empréstimo                                           | Fortaleza                                                   | sem valor      | [ 36 ]  |  |
| 31 de dezembro de 2022                                      | M                                                           | 33                                                          | Martín Sarrafiore                                           | fim de empréstimo                                           | Independiente                                               | sem valor      | [ 37 ]  |  |
| 31 de dezembro de 2022                                      | A                                                           | 27                                                          | Bruno Tubarão                                               | fim de empréstimo                                           | Atlético Goianiense                                         | sem valor      | [ 38 ]  |  |
| 31 de dezembro de 2022                                      | Z                                                           | 26                                                          | Danilo Boza                                                 | fim de empréstimo                                           | Juventude                                                   | sem valor      | [ 38 ]  |  |
| 31 de dezembro de 2022                                      | A                                                           | 97                                                          | Fábio Gomes                                                 | fim de empréstimo                                           | Paços de Ferreira                                           | sem valor      | [ 36 ]  |  |
| 31 de dezembro de 2022                                      | LE                                                          | 88                                                          | Luiz Henrique                                               | fim de empréstimo                                           | Botafogo-SP                                                 | sem valor      | [ 36 ]  |  |
| 31 de dezembro de 2022                                      | A                                                           | 9                                                           | Raniel                                                      | fim de empréstimo                                           | Santos                                                      | sem valor      | [ 38 ]  |  |
| 9 de janeiro de 2023                                        | V                                                           | 5                                                           | Yuri Lara                                                   | fim de vínculo                                              | Yokohama FC                                                 | sem valor      | [ 41 ]  |  |
| 12 de janeiro de 2023                                       | LD                                                          | 3                                                           | Léo Matos                                                   | aposentadoria                                               | —                                                           | —              | [ 43 ]  |  |
| 3 de março de 2023                                          | G                                                           | 1                                                           | Thiago Rodrigues                                            | fim de vínculo                                              | Vitória                                                     | sem valor      | [ 42 ]  |  |
| 11 de abril de 2023                                         | LD                                                          | 20                                                          | Matheus Ribeiro                                             | fim de vínculo                                              | CRB                                                         | sem valor      | [ 40 ]  |  |
| Subtotal desembolsado na 1ª janela de transferências do ano | Subtotal desembolsado na 1ª janela de transferências do ano | Subtotal desembolsado na 1ª janela de transferências do ano | Subtotal desembolsado na 1ª janela de transferências do ano | Subtotal desembolsado na 1ª janela de transferências do ano | Subtotal desembolsado na 1ª janela de transferências do ano | —              |         |  |
| 24 de junho de 2023                                         | V                                                           | 18                                                          | Andrey Santos                                               | fim de empréstimo                                           | Chelsea                                                     | sem valor      | [ 206 ] |  |
| 29 de junho de 2023                                         | LE                                                          | 6 / 66                                                      | Paulo Victor                                                | fim de empréstimo                                           | Ceará                                                       | sem valor      | [ 106 ] |  |
| 20 de julho de 2023                                         | A                                                           | 9                                                           | Pedro Raul                                                  | Toluca                                                      | Toluca                                                      | R$ 24 M        | [ 207 ] |  |
| 23 de julho de 2023                                         | A                                                           | 12                                                          | Rwan Cruz                                                   | fim de empréstimo                                           | Ludogorets                                                  | sem valor      | [ 30 ]  |  |
| 31 de julho de 2023                                         | A                                                           | 21                                                          | Eguinaldo                                                   | Shakhtar Donetsk                                            | Shakhtar Donetsk                                            | R$ 18,8 M      | [ 208 ] |  |
| Subtotal desembolsado na 2ª janela de transferências do ano | Subtotal desembolsado na 2ª janela de transferências do ano | Subtotal desembolsado na 2ª janela de transferências do ano | Subtotal desembolsado na 2ª janela de transferências do ano | Subtotal desembolsado na 2ª janela de transferências do ano | Subtotal desembolsado na 2ª janela de transferências do ano | R$ 42,8 M      |         |  |
| Total                                                       | Total                                                       | Total                                                       | Total                                                       | Total                                                       | Total                                                       | R$ 42,8 M      |         |  |

#### Jogadores do clube emprestados
| Pos. | N.º    | Jogador         | Emprestado para | Início do empréstimo | Fim do empréstimo | Contrato com Vasco até | Ref.           |
| ---- | ------ | --------------- | --------------- | -------------------- | ----------------- | ---------------------- | -------------- |
| V    | 8      | Juninho         | Orlando City    | mar/2023             | nov/2023          | dez/2024               | [ 39 ] [ 209 ] |
| LD   | 20     | Matheus Ribeiro | CRB             | jan/2023             | abr/2023          | abr/2024               | [ 40 ]         |
| V    | 2 / 26 | Rodrigo         | Londrina        | jul/2023             | dez/2023          | nov/2025               | [ 205 ]        |

## Jogos

### Amistoso (Florida Tour)
| 17 de janeiro de 2023 — | River Plate                             | 3 – 0 | Vasco da Gama | Orlando, EUA                                                    |  |
| 21:30                   | - Mammana 23' - Borja 45' - Beltrán 87' | ESPN  |               | Estádio: Exploria Público: 7 000 Árbitro: EUA Jonathan Bilinski |  |

| 21 de janeiro de 2023 — | Inter Miami | 0 – 3 | Vasco da Gama                                   | Fort Lauderdale, EUA                                          |  |
| 21:30                   |             | ESPN  | - Nenê 26' - Alex Teixeira 70' - Figueiredo 83' | Estádio: DRV PNK Público: 9 188 Árbitro: EUA Daniel Gutiérrez |  |

### Campeonato Carioca
| 14 de janeiro de 2023 1 | Vasco da Gama | 0 – 0  | Madureira | Rio de Janeiro, Brasil                                                                      |  |
| 18:00                   |               | Súmula |           | Estádio: São Januário Público: 16 214 Renda: R$ 213 840,50 Árbitro: RJ Rafael Martins de Sá |  |

| 19 de janeiro de 2023 2 | Audax Rio    | 1 – 1  | Vasco da Gama | Rio de Janeiro, Brasil                                                                     |  |
| 21:10                   | - Raphael 6' | Súmula | - Galarza 33' | Estádio: Luso-Brasileiro Público: 2 087 Renda: R$ 80 250,00 Árbitro: RJ Bruno Mota Correia |  |

| 25 de janeiro de 2023 3 | Portuguesa-RJ | 0 – 2  | Vasco da Gama                | Rio de Janeiro, Brasil                                                                                        |  |
| 21:10                   |               | Súmula | - Nenê 14' - Gabriel Pec 49' | Estádio: Luso-Brasileiro Público: 3 600 Renda: R$ 120 525,00 Árbitro: RJ Paulo Renato Moreira da Silva Coelho |  |

| 30 de janeiro de 2023 4 | Vasco da Gama     | 1 – 2  | Volta Redonda                 | Cariacica, Brasil                                                                               |  |
| 20:00                   | - Gabriel Pec 58' | Súmula | - Ricardo Sena 25' - Lelê 35' | Estádio: Kleber Andrade Público: 18 300 Renda: R$ 2 190 786,00 Árbitro: RJ Thiago Ramos Marques |  |

| 2 de fevereiro de 2023 5 | Vasco da Gama                                                             | 5 – 0  | Resende | Rio de Janeiro, Brasil                                                                       |  |
| 19:00                    | - Pedro Raul 21' 83' - Lucas Piton 39' - Gabriel Pec 52' - Leo Pelé 90+3' | Súmula |         | Estádio: São Januário Público: 16 795 Renda: R$ 666 116,00 Árbitro: RJ Bruno Arleu de Araújo |  |

| 7 de fevereiro de 2023 6 | Nova Iguaçu | 0 – 2  | Vasco da Gama                  | Brasília, Brasil                                                                                    |  |
| 21:10                    |             | Súmula | - Jair 45+5' - Gabriel Pec 72' | Estádio: Mané Garrincha Público: 26 733 Renda: R$ 2 511 295,48 Árbitro: RJ Tarcizo Pinheiro Caetano |  |

| 12 de fevereiro de 2023 7 | Fluminense       | 2 – 0  | Vasco da Gama | Rio de Janeiro, Brasil                                                                                |  |
| 18:00                     | - Cano 65' 90+1' | Súmula |               | Estádio: Maracanã Público: 54 180 Renda: R$ 2 310 650,00 Árbitro: RJ Felipe da Silva Gonçalves Paludo |  |

| 16 de fevereiro de 2023 8 | Vasco da Gama                        | 2 – 0  | Botafogo | Rio de Janeiro, Brasil                                                                           |  |
| 20:30                     | - Alex Teixeira 56' - Pedro Raul 65' | Súmula |          | Estádio: Maracanã Público: 40 058 Renda: R$ 2 516 974,50 Árbitro: RJ Yuri Elino Ferreira da Cruz |  |

| 27 de fevereiro de 2023 10 | Vasco da Gama                                                 | 4 – 1  | Boavista-RJ    | Rio de Janeiro, Brasil                                                                                   |  |
| 19:30                      | - Pedro Raul 10' 73' - Alex Teixeira 42' - Puma Rodríguez 67' | Súmula | - Di María 59' | Estádio: São Januário Público: 16 843 Renda: R$ 671 271,00 Árbitro: RJ Alexandre Vargas Tavares de Jesus |  |

| 5 de março de 2023 11 | Flamengo | 0 – 1  | Vasco da Gama        | Rio de Janeiro, Brasil                                                                     |  |
| 18:10                 |          | Súmula | - Puma Rodríguez 48' | Estádio: Maracanã Público: 64 727 Renda: R$ 5 007 752,50 Árbitro: RJ Bruno Arleu de Araújo |  |

| 9 de março de 2023 12 | Vasco da Gama                         | 2 – 0  | Bangu | Rio de Janeiro, Brasil                                                                          |  |
| 19:30                 | - Gabriel Pec 5' - Paulo Victor 90+2' | Súmula |       | Estádio: São Januário Público: 17 717 Renda: R$ 842 431,00 Árbitro: RJ Tarcizo Pinheiro Caetano |  |

| 13 de março de 2023 13 | Flamengo                                             | 3 – 2  | Vasco da Gama                         | Rio de Janeiro, Brasil                                                                              |  |
| 21:10                  | - De Arrascaeta 22' - Pedro 39' - Fabrício Bruno 69' | Súmula | - Gabriel Pec 10' - Alex Teixeira 59' | Estádio: Maracanã Público: 41 927 Renda: R$ 2 809 362,50 Árbitro: RJ Wagner do Nascimento Magalhães |  |

| 19 de março de 2023 15 | Vasco da Gama | 1 – 3  | Flamengo                             | Rio de Janeiro, Brasil                                                                     |  |
| 18:00                  | - Capasso 28' | Súmula | - Pedro 15' 84' - Ayrton Lucas 90+5' | Estádio: Maracanã Público: 45 935 Renda: R$ 2 895 400,50 Árbitro: RJ Bruno Arleu de Araújo |  |

### Copa do Brasil
| 23 de fevereiro de 2023 9 | Trem | 0 – 4          | Vasco da Gama                                               | Brasília, Brasil                                                                              |  |
| 21:30                     |      | Súmula Boletim | - Erick Marcus 13' - Pedro Raul 29' - Nenê 61' - Jair 90+5' | Estádio: Mané Garrincha Público: 9 956 Renda: R$ 852 197,96 Árbitro: DF Savio Pereira Sampaio |  |

| 16 de março de 2023 14                                                      | Vasco da Gama | 0 – 0 (5 – 6 pen.)                                                                   | ABC | Rio de Janeiro, Brasil                                                                         |  |
| 21:30                                                                       |               | Súmula Boletim                                                                       |     | Estádio: São Januário Público: 13 329 Renda: R$ 1 090 015,00 Árbitro: MG Paulo Cesar Zanovelli |  |
|                                                                             |               | Penalidades                                                                          |     |                                                                                                |  |
| - Jair - Miranda - Nenê - Puma Rodríguez - Pedro Raul - Leo Pelé - Orellano |               | - Rafael Silva - Raphael Luz - Walfrido - Afonso - Alemão - Wálber - Wellington Reis |     |                                                                                                |  |

### Campeonato Brasileiro
| 14 de abril de 2023 16 | Atlético Mineiro | 1 – 2          | Vasco da Gama                 | Belo Horizonte, Brasil                                                             |  |
| 21:00                  | - Lemos 90+4'    | Súmula Boletim | - Andrey 4' - Gabriel Pec 10' | Estádio: Mineirão Público: 34 980 Renda: R$ 1 121 370,00 Árbitro: SP Raphael Claus |  |

| 23 de abril de 2023 17 | Vasco da Gama                      | 2 – 2          | Palmeiras                          | Rio de Janeiro, Brasil                                                                    |  |
| 16:00                  | - Pedro Raul 28' - Gabriel Pec 39' | Súmula Boletim | - Rafael Navarro 45+1' - Artur 62' | Estádio: Maracanã Público: 59 867 Renda: R$ 3 321 936,00 Árbitro: RS Rafael Rodrigo Klein |  |

| 1 de maio de 2023 18 | Vasco da Gama | 0 – 1          | Bahia          | Rio de Janeiro, Brasil                                                                             |  |
| 20:00                |               | Súmula Boletim | - Thaciano 43' | Estádio: São Januário Público: 19 223 Renda: R$ 1 044 516,00 Árbitro: SP Flávio Rodrigues de Souza |  |

| 6 de maio de 2023 19 | Fluminense | 1 – 1          | Vasco da Gama   | Rio de Janeiro, Brasil                                                                      |  |
| 21:00                | - Lima 54' | Súmula Boletim | - Pedro Raul 1' | Estádio: Maracanã Público: 39 850 Renda: R$ 2 145 055,00 Árbitro: GO Wilton Pereira Sampaio |  |

| 11 de maio de 2023 20 | Coritiba           | 1 – 1          | Vasco da Gama      | Curitiba, Brasil                                                                          |  |
| 19:00                 | - Zé Roberto 45+3' | Súmula Boletim | - Erick Marcus 79' | Estádio: Couto Pereira Público: 19 111 Renda: R$ 831 260,00 Árbitro: SC Ramon Abatti Abel |  |

| 14 de maio de 2023 21 | Vasco da Gama | 0 – 1          | Santos                  | Rio de Janeiro, Brasil                                                                                |  |
| 16:00                 |               | Súmula Boletim | - Deivid Washington 28' | Estádio: São Januário Público: 19 108 Renda: R$ 1 049 196,00 Árbitro: PE Rodrigo José Pereira de Lima |  |

| 20 de maio de 2023 22 | São Paulo                                                     | 4 – 2          | Vasco da Gama              | São Paulo, Brasil                                                                        |  |
| 18:30                 | - Calleri 24' - Rodrigo Nestor 41' - Beraldo 88' - Juan 90+2' | Súmula Boletim | - Barros 44' - Galarza 83' | Estádio: Morumbi Público: 57 399 Renda: R$ 3 335 063,00 Árbitro: RS Leandro Pedro Vuaden |  |

| 27 de maio de 2023 23 | Fortaleza                            | 2 – 0          | Vasco da Gama | Fortaleza, Brasil                                                                      |  |
| 16:00                 | - Galhardo 86' - Silvio Romero 90+3' | Súmula Boletim |               | Estádio: Castelão Público: 37 625 Renda: R$ 738 994,00 Árbitro: SP Edina Alves Batista |  |

| 5 de junho de 2023 24 | Vasco da Gama | 1 – 4          | Flamengo                                                   | Rio de Janeiro, Brasil                                                                        |  |
| 20:00                 | - Jair 57'    | Súmula Boletim | - Pulgar 14' - Gerson 16' - Pedro 42' - Ayrton Lucas 45+2' | Estádio: Maracanã Público: 46 423 Renda: R$ 2 198 881,00 Árbitro: SC Bráulio da Silva Machado |  |

| 11 de junho de 2023 25 | Internacional               | 2 – 1          | Vasco da Gama | Porto Alegre, Brasil                                                                    |  |
| 16:00                  | - Rômulo 2' - Wanderson 16' | Súmula Boletim | - Rayan 28'   | Estádio: Beira-Rio Público: 18 803 Renda: R$ 857 110,00 Árbitro: SP Edina Alves Batista |  |

| 22 de junho de 2023 26 | Vasco da Gama | 0 – 1          | Goiás         | Rio de Janeiro, Brasil                                                                         |  |
| 20:00                  |               | Súmula Boletim | - Morelli 28' | Estádio: São Januário Público: 17 647 Renda: R$ 705 758 Árbitro: RS Jean Pierre Goncalves Lima |  |

| 26 de junho de 2023 27 | Vasco da Gama | 1 – 0          | Cuiabá | Rio de Janeiro, Brasil                                                           |  |
| 21:00                  | - Jair 76'    | Súmula Boletim |        | Estádio: Luso-Brasileiro Público: 0 Renda: R$ 0 Árbitro: RS Rafael Rodrigo Klein |  |

| 2 de julho de 2023 28 | Botafogo                                   | 2 – 0          | Vasco da Gama | Rio de Janeiro, Brasil                                                                  |  |
| 16:00                 | - Luis Henrique 53' - Carlos Alberto 90+5' | Súmula Boletim |               | Estádio: Nilton Santos Público: 38 798 Renda: R$ 2 019 825,00 Árbitro: SP Raphael Claus |  |

| 8 de julho de 2023 29 | Vasco da Gama | 0 – 1          | Cruzeiro               | Rio de Janeiro, Brasil                                                         |  |
| 16:00                 |               | Súmula Boletim | - Filipe Machado 45+3' | Estádio: São Januário Público: 0 Renda: R$ 0 Árbitro: DF Savio Pereira Sampaio |  |

| 23 de julho de 2023 30 | Vasco da Gama | 0 – 2          | Athletico Paranaense              | Rio de Janeiro, Brasil                                                                  |  |
| 18:30                  |               | Súmula Boletim | - Christian 70' - Vitor Bueno 79' | Estádio: São Januário Público: 0 Renda: R$ 0 Árbitro: MG Paulo Cesar Zanovelli da Silva |  |

| 29 de julho de 2023 31 | Corinthians                                        | 3 – 1          | Vasco da Gama     | São Paulo, Brasil                                                                  |  |
| 18:30                  | - Maycon 18' - Yuri Alberto 61' - Róger Guedes 73' | Súmula Boletim | - Gabriel Pec 70' | Estádio: Neo Química Arena Público: 0 Renda: R$ 0 Árbitro: RS Leandro Pedro Vuaden |  |

| 6 de agosto de 2023 32 | Vasco da Gama | 1 – 0          | Grêmio | Rio de Janeiro, Brasil                                                           |  |
| 16:00                  | - Vegetti 80' | Súmula Boletim |        | Estádio: São Januário Público: 0 Renda: R$ 0 Árbitro: SP Luiz Flavio de Oliveira |  |

| 14 de agosto de 2023 33 | Red Bull Bragantino | 1 – 1          | Vasco da Gama | Bragança Paulista, Brasil                                                                 |  |
| 21:00                   | - Gustavinho 45+7'  | Súmula Boletim | - Vegetti 31' | Estádio: Nabi Abi Chedid Público: 5 485 Renda: R$ 231 940,00 Árbitro: RS Anderson Daronco |  |

| 20 de agosto de 2023 34 | Vasco da Gama | 1 – 0          | Atlético Mineiro | Rio de Janeiro, Brasil                                                                        |  |
| 11:00                   | - Serginho 5' | Súmula Boletim |                  | Estádio: Maracanã Público: 53 540 Renda: R$ 3 034 502,00 Árbitro: SC Bráulio da Silva Machado |  |

| 27 de agosto de 2023 35 | Palmeiras           | 1 – 0          | Vasco da Gama | São Paulo, Brasil                                                                                 |  |
| 18:30                   | - Raphael Veiga 64' | Súmula Boletim |               | Estádio: Allianz Parque Público: 40 292 Renda: R$ 2 558 309,65 Árbitro: GO Wilton Pereira Sampaio |  |

| 3 de setembro de 2023 36 | Bahia        | 1 – 1          | Vasco da Gama | Salvador, Brasil                                                                         |  |
| 18:30                    | - Ademir 44' | Súmula Boletim | - Vegetti 63' | Estádio: Fonte Nova Público: 45 789 Renda: R$ 1 732 558,96 Árbitro: SC Ramon Abatti Abel |  |

| 16 de setembro de 2023 37 | Vasco da Gama                                      | 4 – 2          | Fluminense               | Rio de Janeiro, Brasil                                                                  |  |
| 16:00                     | - Praxedes 23' - Vegetti 49' - Gabriel Pec 73' 84' | Súmula Boletim | - Marcelo 46' - Lima 55' | Estádio: Nilton Santos Público: 35 850 Renda: R$ 2 089 046,00 Árbitro: SP Raphael Claus |  |

| 21 de setembro de 2023 38 | Vasco da Gama                                                   | 5 – 1          | Coritiba    | Rio de Janeiro, Brasil                                                                           |  |
| 19:00                     | - Zé Gabriel 8' - Rossi 33' - Vegetti 50' 62' - Gabriel Pec 80' | Súmula Boletim | - Gómez 79' | Estádio: São Januário Público: 20 321 Renda: R$ 993 631,00 Árbitro: SP Flavio Rodrigues de Souza |  |

| 25 de setembro de 2023 39 | América Mineiro | 0 – 1          | Vasco da Gama | Belo Horizonte, Brasil                                                                   |  |
| 20:00                     |                 | Súmula Boletim | - Jair 90+2'  | Estádio: Independência Público: 8 498 Renda: R$ 302 038,00 Árbitro: SC Ramon Abatti Abel |  |

| 1 de outubro de 2023 40 | Santos                                                 | 4 – 1          | Vasco da Gama | Santos, Brasil                                                                          |  |
| 16:00                   | - Marcos Leonardo 14' 45+2' - Rincón 45' - Soteldo 74' | Súmula Boletim | - Vegetti 30' | Estádio: Vila Belmiro Público: 13 545 Renda: R$ 580 037,50 Árbitro: RS Anderson Daronco |  |

| 7 de outubro de 2023 41 | Vasco da Gama | 0 – 0          | São Paulo | Rio de Janeiro, Brasil                                                                            |  |
| 18:30                   |               | Súmula Boletim |           | Estádio: São Januário Público: 20 690 Renda: R$ 1 046 359,00 Árbitro: SC Bráulio da Silva Machado |  |

| 18 de outubro de 2023 42 | Vasco da Gama | 1 – 0          | Fortaleza | Rio de Janeiro, Brasil                                                                      |  |
| 21:30                    | - Payet 58'   | Súmula Boletim |           | Estádio: São Januário Público: 20 255 Renda: R$ 985 816,00 Árbitro: RS Leandro Pedro Vuaden |  |

| 22 de outubro de 2023 43 | Flamengo     | 1 – 0          | Vasco da Gama | Rio de Janeiro, Brasil                                                             |  |
| 16:00                    | - Gerson 75' | Súmula Boletim |               | Estádio: Maracanã Público: 69 473 Renda: R$ 3 407 812,50 Árbitro: SP Raphael Claus |  |

| 26 de outubro de 2023 44 | Vasco da Gama       | 1 – 2          | Internacional                 | Rio de Janeiro, Brasil                                                                         |  |
| 19:00                    | - Alex Teixeira 83' | Súmula Boletim | - Maurício 19' - Valencia 58' | Estádio: São Januário Público: 20 098 Renda: R$ 977 449,00 Árbitro: SP Luiz Flavio de Oliveira |  |

| 29 de outubro de 2023 45 | Goiás        | 1 – 1          | Vasco da Gama | Goiânia, Brasil                                                                              |  |
| 16:00                    | - Babi 90+1' | Súmula Boletim | - Vegetti 58' | Estádio: Serrinha Público: 12 904 Renda: R$ 380 725,00 Árbitro: SP Flávio Rodrigues de Souza |  |

| 2 de novembro de 2023 46 | Cuiabá | 0 – 2          | Vasco da Gama                      | Cuiabá, Brasil                                                                             |  |
| 17:00                    |        | Súmula Boletim | - Gabriel Pec 57' - Orellano 90+8' | Estádio: Arena Pantanal Público: 27 604 Renda: R$ 950 940,00 Árbitro: SC Ramon Abatti Abel |  |

| 6 de novembro de 2023 47 | Vasco da Gama        | 1 – 0          | Botafogo | Rio de Janeiro, Brasil                                                                        |  |
| 19:00                    | - Paulo Henrique 28' | Súmula Boletim |          | Estádio: São Januário Público: 21 043 Renda: R$ 1 033 486,00 Árbitro: RS Leandro Pedro Vuaden |  |

| 12 de novembro de 2023 48 | Vasco da Gama              | 2 – 1          | América Mineiro | Rio de Janeiro, Brasil                                                                       |  |
| 18:30                     | - Vegetti 4' - Payet 90+3' | Súmula Boletim | - Mastriani 12' | Estádio: São Januário Público: 19 478 Renda: R$ 983 709,00 Árbitro: DF Savio Pereira Sampaio |  |

| 22 de novembro de 2023 49 | Cruzeiro                      | 2 – 2          | Vasco da Gama                          | Belo Horizonte, Brasil                                                    |  |
| 19:00                     | - Gomes 40' - Rodrigues 45+8' | Súmula Boletim | - Puma Rodríguez 67' - Gabriel Pec 76' | Estádio: Mineirão Público: 0 Renda: R$ 0 Árbitro: RS Leandro Pedro Vuaden |  |

| 25 de novembro de 2023 50 | Athletico Paranaense | 0 – 0          | Vasco da Gama | Curitiba, Brasil                                                                             |  |
| 19:30                     |                      | Súmula Boletim |               | Estádio: Ligga Arena Público: 21 053 Renda: R$ 1 027 040,00 Árbitro: RS Leandro Pedro Vuaden |  |

| 28 de novembro de 2023 51 | Vasco da Gama                     | 2 – 4          | Corinthians                                     | Rio de Janeiro, Brasil                                                                         |  |
| 21:30                     | - Puma Rodríguez 3' - Vegetti 24' | Súmula Boletim | - Romero 13' 44' - Moscardo 60' - Giovane 90+4' | Estádio: São Januário Público: 20 577 Renda: R$ 1 057 972,00 Árbitro: DF Savio Pereira Sampaio |  |

| 3 de dezembro de 2023 52 | Grêmio       | 1 – 0          | Vasco da Gama | Porto Alegre, Brasil                                                                          |  |
| 18:30                    | - Suárez 46' | Súmula Boletim |               | Estádio: Arena do Grêmio Público: 48 106 Renda: R$ 3 742 522,00 Árbitro: SC Ramon Abatti Abel |  |

| 6 de dezembro de 2023 53 | Vasco da Gama                 | 2 – 1          | Red Bull Bragantino | Rio de Janeiro, Brasil                                                                          |  |
| 21:30                    | - Paulinho 28' - Serginho 82' | Súmula Boletim | - Ortiz 62'         | Estádio: São Januário Público: 20 037 Renda: R$ 1 009 864,00 Árbitro: GO Wilton Pereira Sampaio |  |

## Estatísticas

### Desempenho do clube
| Torneio             | Posição/ Fase final | Restrospecto | Restrospecto | Restrospecto | Restrospecto | Restrospecto | Restrospecto | Restrospecto | Restrospecto | Restrospecto | Placares             | Placares             | Público pagante como mandante | Público pagante como mandante |
| Torneio             | Posição/ Fase final | Pts          | J            | V            | E            | D            | GP           | GC           | SG           | %            | Melhor               | Pior                 | Melhor                        | Pior                          |
| ------------------- | ------------------- | ------------ | ------------ | ------------ | ------------ | ------------ | ------------ | ------------ | ------------ | ------------ | -------------------- | -------------------- | ----------------------------- | ----------------------------- |
| Carioca             | Semifinal           | 23           | 13           | 7            | 2            | 4            | 23           | 12           | +11          | 59,0%        | 5 – 0 vs Resende     | 1 – 3 vs Flamengo    | 45 935 vs Flamengo            | 16 214 vs Madureira           |
| Copa do Brasil      | 2ª fase             | 4            | 2            | 1            | 1            | 0            | 4            | 0            | +4           | 66,7%        | 0 – 4 vs Trem        | 0 – 0 vs ABC         | 13 329 vs ABC                 | 13 329 vs ABC                 |
| Brasileiro          | 15º                 | 45           | 38           | 12           | 9            | 17           | 41           | 51           | -10          | 39,5%        | 5 – 1 vs Coritiba    | 1 – 4 vs Flamengo    | 59 867 vs Palmeiras           | 17 647 vs Goiás               |
| Brasileiro          | 15º                 | 45           | 38           | 12           | 9            | 17           | 41           | 51           | -10          | 39,5%        | 5 – 1 vs Coritiba    | 4 – 1 vs Santos      | 59 867 vs Palmeiras           | 17 647 vs Goiás               |
| Total sem amistosos | Total sem amistosos | 72           | 53           | 20           | 12           | 21           | 68           | 63           | +5           | 45,3%        |                      |                      |                               |                               |
| Amistoso            | Amistoso            | 3            | 2            | 1            | 0            | 1            | 3            | 3            | 0            | 50,0%        | 0 – 3 vs Inter Miami | 3 – 0 vs River Plate | —                             | —                             |
| Total com amistosos | Total com amistosos | 75           | 55           | 21           | 12           | 22           | 72           | 66           | +5           | 45,5%        |                      |                      |                               |                               |

### Desempenho por treinador
| Emílio Faro (interino)     | 2  | 2  | 0  | 2  | 0  | 1  | 1  | 0  | 33,3% | 0 – 0 vs Madureira | 0 – 0 vs Madureira |  |  |
| Emílio Faro (interino)     | 2  | 2  | 0  | 2  | 0  | 1  | 1  | 0  | 33,3% | 0 – 0 vs Audax Rio |                    |  |  |
| Maurício Barbieri          | 31 | 24 | 9  | 4  | 11 | 36 | 31 | +5 | 43,1% | 5 – 0 vs Resende   | 1 – 4 vs Flamengo  |  |  |
| William Batista (interino) | 3  | 3  | 1  | 0  | 2  | 1  | 3  | -2 | 33,3% | 1 – 0 vs Cuiabá    | 2 – 0 vs Botafogo  |  |  |
| Ramón Díaz                 | 36 | 24 | 10 | 6  | 8  | 30 | 28 | +2 | 50,0% | 5 – 1 vs Coritiba  | 4 – 1 vs Santos    |  |  |
| Total sem amistosos        | 72 | 53 | 20 | 12 | 21 | 68 | 63 | +5 | 45,3% |                    |                    |  |  |

### Desempenho por jogador

#### Partidas disputadas
Gabriel Pec foi o jogador que mais disputou partidas pelo Vasco em 2023 (50, 42 das quais como titular). O jogador que jogou por mais minutos pela equipe foi Lucas Piton (4 407), sendo também o segundo atleta que mais disputou partidas na temporada e o que mais disputou partidas como titular. Léo Jardim foi o único jogador do Vasco que disputou todas as partidas do Campeonato Brasileiro, sendo titular em todas elas.
| Rnk | Jogador        | Pos. | Amistoso | Amistoso | Amistoso | Carioca | Carioca | Carioca | C. do Brasil | C. do Brasil | C. do Brasil | Brasileiro | Brasileiro | Brasileiro | Total (sem amistoso) | Total (sem amistoso) | Total (sem amistoso) |
| Rnk | Jogador        | Pos. | Jog      | Tit      | Min      | Jog     | Tit     | Min     | Jog          | Tit          | Min          | Jog        | Tit        | Min        | Jog                  | Tit                  | Min                  |
| --- | -------------- | ---- | -------- | -------- | -------- | ------- | ------- | ------- | ------------ | ------------ | ------------ | ---------- | ---------- | ---------- | -------------------- | -------------------- | -------------------- |
| 1   | Gabriel Pec    | A    | 2        | 2        | 162      | 11      | 11      | 957     | 2            | 2            | 158          | 37         | 29         | 2 627      | 50                   | 42                   | 3 742                |
| 2   | Lucas Piton    | LD   | 2        | 2        | 165      | 10      | 10      | 960     | 2            | 2            | 154          | 37         | 37         | 3 293      | 49                   | 49                   | 4 407                |
| 3   | Léo Jardim     | G    | —        | —        | —        | 7       | 7       | 693     | 2            | 2            | 192          | 38         | 38         | 3 420      | 47                   | 47                   | 4 305                |
| 4   | Léo Pelé       | Z    | 2        | 2        | 174      | 10      | 10      | 960     | 2            | 2            | 192          | 34         | 30         | 2 720      | 46                   | 42                   | 3 872                |
| 5   | Puma Rodríguez | LD   | 1        | 1        | 84       | 11      | 11      | 1 045   | 2            | 2            | 168          | 32         | 22         | 2 048      | 45                   | 35                   | 3 261                |

Fontes:

#### Artilharia
Gabriel Pec foi o artilheiro da equipe no ano, anotando 14 gols em 50 partidas jogadas. Pablo Vegetti, que jogou 21 partidas, todas válidas pelo Campeonato Brasileiro, anotou 10 gols, terminando a temporada como vice-artilheiro da equipe, e, dentre o top 5 artilheiros da equipe, foi o jogador com a melhor média de gols por jogo (0,48) e menos minutos para marcar gol (179 minutos).
| Rnk | Jogador        | Pos. | Amistoso | Amistoso | Carioca | Carioca | C. do Brasil | C. do Brasil | Brasileiro | Brasileiro | Total (sem amistoso) | Total (sem amistoso) | Total (sem amistoso) | Total (sem amistoso) | Total (sem amistoso) |
| Rnk | Jogador        | Pos. | Jog      | Gol      | Jog     | Gol     | Jog          | Gol          | Jog        | Gol        | Jog                  | Gol                  | G/J                  | Min                  | Min/G                |
| --- | -------------- | ---- | -------- | -------- | ------- | ------- | ------------ | ------------ | ---------- | ---------- | -------------------- | -------------------- | -------------------- | -------------------- | -------------------- |
| 1   | Gabriel Pec    | A    | 2        | 0        | 11      | 6       | 2            | 0            | 37         | 8          | 50                   | 14                   | 0,28                 | 3 742                | 267                  |
| 2   | Pablo Vegetti  | A    | —        | —        | —       | —       | —            | —            | 21         | 10         | 21                   | 10                   | 0,48                 | 1 785                | 179                  |
| 3   | Pedro Raul     | A    | 2        | 0        | 11      | 6       | 2            | 1            | 12         | 2          | 25                   | 9                    | 0,36                 | 2 077                | 231                  |
| 4   | Jair           | V    | 2        | 0        | 8       | 1       | 2            | 1            | 29         | 3          | 39                   | 5                    | 0,13                 | 2 483                | 497                  |
| 5   | Alex Teixeira  | M    | 1        | 1        | 11      | 3       | 2            | 0            | 22         | 1          | 35                   | 4                    | 0,11                 | 2 090                | 523                  |
| 5   | Puma Rodríguez | LD   | 2        | 0        | 11      | 2       | 2            | 0            | 32         | 2          | 45                   | 4                    | 0,09                 | 3 261                | 815                  |

Fontes:

#### Dobletes
Nenhum jogador do Vasco anotou hat-tricks (3 gols em uma mesma partida) na temporada. No entanto, houve 4 dobletes (2 gols em uma mesma partida) realizados, sendo 2 anotados por Pedro Raul no Campeonato Carioca, 1 anotado por Gabriel Pec no Campeonato Brasileiro e 1 anotado por Pablo Vegetti, também no Campeonato Brasileiro.
| Data                    | Jogador       | Pos. | Gols    | Placar | Adversário  | Torneio    |
| ----------------------- | ------------- | ---- | ------- | ------ | ----------- | ---------- |
| 2 de fevereiro de 2023  | Pedro Raul    | A    | 21' 83' | 5 – 0  | Resende     | Carioca    |
| 27 de fevereiro de 2023 | Pedro Raul    | A    | 10' 73' | 4 – 1  | Boavista-RJ | Carioca    |
| 16 de setembro de 2023  | Gabriel Pec   | A    | 73' 84' | 4 – 2  | Fluminense  | Brasileiro |
| 21 de setembro de 2023  | Pablo Vegetti | A    | 50' 62' | 5 – 1  | Coritiba    | Brasileiro |

#### Participações em gols
Gabriel Pec foi o jogador com mais participações em gols (gols + assistências) da equipe no ano, totalizando 19 participações (14 gols e 5 assistências), em 50 partidas jogadas. Do top 5 jogadores com mais participações, Pablo Vegetti, que jogou 21 partidas, todas válidas pelo Campeonato Brasileiro, foi o que mais participou de gols por minuto jogado (1 participação a cada 162 minutos).
| Rnk | Jogador       | Pos. | Amistoso | Amistoso | Carioca | Carioca | C. do Brasil | C. do Brasil | Brasileiro | Brasileiro | Total (sem amistoso) | Total (sem amistoso) | Total (sem amistoso) | Total (sem amistoso) | Total (sem amistoso) |
| Rnk | Jogador       | Pos. | Jog      | G+A      | Jog     | G+A     | Jog          | G+A          | Jog        | G+A        | Jog                  | G+A                  | G+A/J                | Min                  | Min/G+A              |
| --- | ------------- | ---- | -------- | -------- | ------- | ------- | ------------ | ------------ | ---------- | ---------- | -------------------- | -------------------- | -------------------- | -------------------- | -------------------- |
| 1   | Gabriel Pec   | A    | 2        | 0        | 11      | 7       | 2            | 0            | 37         | 12         | 50                   | 19                   | 0,38                 | 3 742                | 197                  |
| 2   | Pedro Raul    | A    | 2        | 0        | 11      | 9       | 2            | 1            | 12         | 2          | 25                   | 12                   | 0,48                 | 2 077                | 173                  |
| 3   | Pablo Vegetti | A    | —        | —        | —       | —       | —            | —            | 21         | 11         | 21                   | 11                   | 0,52                 | 1 785                | 162                  |
| 4   | Alex Teixeira | M    | 1        | 1        | 11      | 6       | 2            | 0            | 22         | 4          | 35                   | 10                   | 0,29                 | 2 090                | 209                  |
| 5   | Lucas Piton   | LE   | 2        | 0        | 10      | 2       | 2            | 1            | 37         | 4          | 49                   | 7                    | 0,14                 | 4 407                | 630                  |

Fonte:

#### Goleiros
No total, 3 goleiros jogaram pelo Vasco em partidas oficiais na temporada, enquanto 1 goleiro (Alexander) defendeu o clube em uma partida amistosa. Léo Jardim foi o jogador que mais jogou pela equipe (47 jogos), bem como o que passou mais jogos sem levar gols (13 jogos), o que teve o maior número de jogos sem levar gols consecutivos (2 jogos, em três ocasiões), e o que teve a maior duração consecutiva sem levar gols (305 minutos).
| Jogador       | Amistoso | Amistoso | Amistoso | Amistoso | Carioca | Carioca | Carioca | Carioca | C. do Brasil | C. do Brasil | C. do Brasil | C. do Brasil | Brasileiro | Brasileiro | Brasileiro | Brasileiro | Total (sem amistoso) | Total (sem amistoso) | Total (sem amistoso) | Total (sem amistoso) |
| Jogador       | Jog      | CS       | CSc      | Min      | Jog     | CS      | CSc     | Min     | Jog          | CS           | CSc          | Min          | Jog        | CS         | CSc        | Min        | Jog                  | CS                   | CSc                  | Min                  |
| ------------- | -------- | -------- | -------- | -------- | ------- | ------- | ------- | ------- | ------------ | ------------ | ------------ | ------------ | ---------- | ---------- | ---------- | ---------- | -------------------- | -------------------- | -------------------- | -------------------- |
| Léo Jardim    | —        | —        | —        | —        | 7       | 3       | 2       | 250     | 2            | 1            | 1            | 192          | 38         | 9          | 2          | 305        | 47                   | 13                   | 2                    | 305                  |
| Ivan Quaresma | 1        | 1        | 1        | 92       | 3       | 2       | 1       | 162     | —            | —            | —            | —            | —          | —          | —          | —          | 3                    | 2                    | 1                    | 162                  |
| Hedge Halls   | —        | —        | —        | —        | 3       | 2       | 1       | 105     | —            | —            | —            | —            | —          | —          | —          | —          | 3                    | 2                    | 1                    | 105                  |
| Alexander     | 1        | 0        | 0        | 43       | —       | —       | —       | —       | —            | —            | —            | —            | —          | —          | —          | —          | —                    | —                    | —                    | —                    |

Fonte:

#### Disciplina
Os jogadores que mais receberam cartões em partidas oficiais pelo Vasco em 2023 foram Lucas Piton, Gary Medel, Jair e Gabriel Pec, com 9 cartões cada. Paulinho Paula, Pablo Vegetti, Erick Marcus, Medel, Jair e Rossi foram os únicos jogadores que receberam 1 cartão vermelho direto, enquanto os três primeiros foram os jogadores vascaínos que também receberam cartão vermelho como segundo cartão amarelo.
| Rnk | Jogador        | Pos. | Amistoso                                            | Amistoso                                              | Amistoso                                             | Amistoso | Carioca                                             | Carioca                                               | Carioca                                              | Carioca | C. do Brasil                                        | C. do Brasil                                          | C. do Brasil                                         | C. do Brasil | Brasileiro                                          | Brasileiro                                            | Brasileiro                                           | Brasileiro | Total (sem amistoso)                                | Total (sem amistoso)                                  | Total (sem amistoso)                                 | Total (sem amistoso) |
| Rnk | Jogador        | Pos. | Jogos nos quais o jogador recebeu 1 cartão amarelo. | Jogos nos quais o jogador recebeu 2 cartões amarelos. | Jogos nos quais o jogador recebeu o cartão vermelho. | Total    | Jogos nos quais o jogador recebeu 1 cartão amarelo. | Jogos nos quais o jogador recebeu 2 cartões amarelos. | Jogos nos quais o jogador recebeu o cartão vermelho. | Total   | Jogos nos quais o jogador recebeu 1 cartão amarelo. | Jogos nos quais o jogador recebeu 2 cartões amarelos. | Jogos nos quais o jogador recebeu o cartão vermelho. | Total        | Jogos nos quais o jogador recebeu 1 cartão amarelo. | Jogos nos quais o jogador recebeu 2 cartões amarelos. | Jogos nos quais o jogador recebeu o cartão vermelho. | Total      | Jogos nos quais o jogador recebeu 1 cartão amarelo. | Jogos nos quais o jogador recebeu 2 cartões amarelos. | Jogos nos quais o jogador recebeu o cartão vermelho. | Total                |
| --- | -------------- | ---- | --------------------------------------------------- | ----------------------------------------------------- | ---------------------------------------------------- | -------- | --------------------------------------------------- | ----------------------------------------------------- | ---------------------------------------------------- | ------- | --------------------------------------------------- | ----------------------------------------------------- | ---------------------------------------------------- | ------------ | --------------------------------------------------- | ----------------------------------------------------- | ---------------------------------------------------- | ---------- | --------------------------------------------------- | ----------------------------------------------------- | ---------------------------------------------------- | -------------------- |
| 1   | Paulinho Paula | M    | —                                                   | —                                                     | —                                                    | —        | —                                                   | —                                                     | —                                                    | —       | —                                                   | —                                                     | —                                                    | —            | 6                                                   | 1                                                     | 1                                                    | 8          | 6                                                   | 1                                                     | 1                                                    | 8                    |
| 2   | Pablo Vegetti  | A    | —                                                   | —                                                     | —                                                    | —        | —                                                   | —                                                     | —                                                    | —       | —                                                   | —                                                     | —                                                    | —            | 2                                                   | 1                                                     | 1                                                    | 4          | 2                                                   | 1                                                     | 1                                                    | 4                    |
| 3   | Erick Marcus   | A    | 0                                                   | 0                                                     | 0                                                    | 0        | 1                                                   | 0                                                     | 0                                                    | 1       | 0                                                   | 0                                                     | 0                                                    | 0            | 1                                                   | 1                                                     | 1                                                    | 3          | 2                                                   | 1                                                     | 1                                                    | 4                    |
| 4   | Gary Medel     | Z    | —                                                   | —                                                     | —                                                    | —        | —                                                   | —                                                     | —                                                    | —       | —                                                   | —                                                     | —                                                    | —            | 8                                                   | 0                                                     | 1                                                    | 9          | 8                                                   | 0                                                     | 1                                                    | 9                    |
| 5   | Jair           | V    | 0                                                   | 0                                                     | 0                                                    | 0        | 2                                                   | 0                                                     | 0                                                    | 2       | 0                                                   | 0                                                     | 0                                                    | 0            | 6                                                   | 0                                                     | 1                                                    | 7          | 8                                                   | 0                                                     | 1                                                    | 9                    |
| 6   | Rossi          | A    | —                                                   | —                                                     | —                                                    | —        | —                                                   | —                                                     | —                                                    | —       | —                                                   | —                                                     | —                                                    | —            | 0                                                   | 0                                                     | 1                                                    | 1          | 0                                                   | 0                                                     | 1                                                    | 1                    |

Fonte: